# 바버낮도마뱀붙이
바버 데이 게코(Barbour's day gecko)라 불리는 바버낮도마뱀붙이(Phelsuma barbouri)는 낮도마뱀붙이속에 속한 도마뱀붙이류의 일종이다. 이 종은 마다가스카르 중부에 고유하다. 이 녀석은 주행성이며 대개 바위에 서식한다. 보통 곤충과 꽃꿀을 섭취한다.
종명 barbouri 와 이름 '바버 데이 게코'는 미국의 파충류학자 토마스 바버(Thomas Barbour)를 기렸다.

## 형태
바버낮은 꼬리까지 최대 13.5 cm에 달하여 낮도마뱀붙이류 중에서는 중형에 속한다. 몸은 녹갈색, 진녹색을 띈다. 진갈색 등-옆구리 줄무늬, 진갈색 옆구리 줄무늬가 머리에서 등까지 이어진다. 사지는 대개 갈색이다. 꼬리는 온통 초록색을 띄며 조금 납작하다.

## 분포
바버낮은 마다가스카르 중부 안카라트라산(Ankaratra)의 고지대에 서식한다.
다른 낮도마뱀붙이류와 달리, 바버낮은 대개 지면의 돌이나 바위에서 살아간다. 서식지의 기후는 아주 가혹하다. 밤낮, 계절에 따라 기온차가 극심하다. 낮의 기온은 최고 30 °C (86 °F) 에 달하며, 밤에는 쌀쌀하고 안개가 자욱하다.

## 습성
바버낮은 다양한 곤충 따위의 척추동물을 먹는다.
바버낮은 흔히 작은 모임을 이루어 살아간다. 낮에는 몸을 최대한 쫙 펼쳐서 조금이라도 많은 햇빛을 받는다. 밤과 새벽에는 짙은 색을 띄지만, 햇빛을 쬘 때는 색깔이 다소 밝아진다. 이러한 방식으로 적절한 체온을 맞춘다.
바버낮 성체 암컷은 바위 밑에 알을 붙이는데, 서로 같은 장소에 붙이기도 해서 한 곳에서 50 개의 알이 발견되기도 한다. 알은 온도가 28 °C (82 °F) 일 때 대략 55일 후에 부화하며, 신생아는 꼬리까지 32 mm (1.3 in) 에 달한다.

## 사육
바버낮은 숨을 곳이 많은 큰 테라리움에서 쌍으로 키워야 한다. 하지만 단체 짝짓기는 가능하다. 테라리움은 지면환경이 주가 되어야 하며 납작한 바위를 여러 개 배치해야 한다. 빛을 쬐기 위해 조명을 몇 개 둘 필요도 있다. 기온은 낮에는 29 °C (84 °F), 밤에는 20 °C (68 °F)를 유지하여앙 한다. 사육 시에는 귀뚜라미, 벌집나방(Waxworm), 초파리, 밀웜, 집파리 따위를 먹일 수 있다.

## 참고 문헌
- Christenson, Leann; Christenson, Greg (2003). 《Day Geckos In Captivity》. Ada, Oklahoma: Living Art Publishing. ISBN 0-9638130-2-1. 194 pp. (Phelsuma barbouri, p. 115).
- Henkel F-W, Schmidt W (1995). Amphibien und Reptilien Madagaskars, der Maskarenen, Seychellen und Komoren. Stuttgart: Ulmer. ISBN 3-8001-7323-9.
- Loveridge A (1942). "Revision of the Afro-Oriental Geckos of the Genus Phelsuma ". Bull. Mus. Comp. Zool. Harvard 89 (10): 438-481. ("Phelsuma barbouri, new species, pp. 439, 458-459).
- McKeown, Sean (1993). The General Care and Maintenance of Day Geckos. Lakeside, California: Advanced Vivarium Systems.